# Деформація

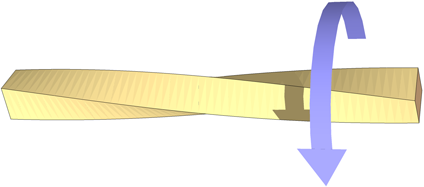
Деформація стрижня прямокутного перерізу при крученні

Деформа́ція (від лат. deformatio — «спотворення») — зміна розмірів і форми твердого тіла під дією зовнішніх сил (навантажень) або якихось інших впливів (наприклад, температури, електричних чи магнітних полів).
При деформації точки твердого тіла змінюють своє положення. Точка із радіус-вектором {\displaystyle \mathbf {r} } при деформації має нове положення {\displaystyle \mathbf {r} ^{\prime }}, тобто здійснить переміщення {\displaystyle \mathbf {u} =\mathbf {r} ^{\prime }-\mathbf {r} }. Поле переміщень є однією з характеристик деформації, але воно незручне для математичного опису, оскільки, наприклад, при видовженні стрижня точки біля його початку зміщуються зовсім мало, а в кінці — доволі значно. Набагато важливіше те, наскільки точка тіла змістилася щодо сусідньої. Тому деформацію математично найзручніше описувати похідними від переміщення, які утворюють тензор, що отримав назву тензора деформації.

## Види деформацій

### Лінійна деформація

#### Одновісний випадок
Проявляється у розтягу-стисканні стрижня вздовж його осі. Якщо вибрати у ненавантаженому стрижні два перерізи, що розташовані на певній відстані і прикласти до нього зовнішні сили, то відстань між перерізами зміниться.
Лінійна деформація ε у довільній точці тіла є границею відношення приросту довжини ΔL до початкової довжини L, коли сама довжина прямує до нуля.
{\displaystyle \varepsilon =\mathop {\lim _{L\to 0}} {\frac {{\Delta }{L}}{L}}}
Іншими словами при визначенні деформації в точці розглядаються зміни в її безпосередньому околі.

#### Загальний випадок
Для довільного тіла, що зазнає довільного деформування значення лінійних деформацій може відрізнятися у залежності від напрямку, у якому вони розглядаються. У цьому випадку лінійні деформації розглядаються в проєкціях на осі декартових координат. Тоді деформація відрізка AB, що лежить на осі x і точка B яка після деформації переміститься у т. B'  запишеться як:
{\displaystyle \varepsilon _{x}=\mathop {\lim _{B\to A}} {{|AB'|-|AB|} \over {|AB|}}}
Провівши подібний аналіз для осей y і z можна отримати відповідно
εy i εz.
Маючи дане поле переміщень {\displaystyle {\overrightarrow {u}}} (компоненти вектора переміщень для усіх точок тіла) можна записати у загальному лінійні деформації як:
{\displaystyle \varepsilon _{x}={{\partial u_{x}} \over {\partial x}}} ; {\displaystyle \varepsilon _{y}={{\partial u_{y}} \over {\partial y}}} ; {\displaystyle \varepsilon _{z}={{\partial u_{z}} \over {\partial z}}}

### Деформація зсуву
Аналогічно оцінюється деформація зсуву (зміна кутів) у безпосередньому околі точки. Кутова деформація γ є границею зміни кута між двома довільно обраними відрізками в тілі при прикладенні навантаження, коли довжини цих відрізків прямують до нуля. Маючи дане поле переміщень як і вище можна записати:
{\displaystyle \gamma _{xy}={{\partial u_{x}} \over {\partial y}}+{{\partial u_{y}} \over {\partial x}}} ; {\displaystyle \gamma _{yz}={{\partial u_{y}} \over {\partial z}}+{{\partial u_{z}} \over {\partial y}}} ; {\displaystyle \gamma _{xz}={{\partial u_{x}} \over {\partial z}}+{{\partial u_{z}} \over {\partial x}}}

### Об'ємна деформація
Хоча деформації лінійні ε і кутові γ повністю описують деформований стан тіла, є інколи доцільним характеризувати інші види деформацій, як, наприклад, об'ємна деформація, що виступає як міра зміни об'єму тіла. З визначення об'ємна деформація то:
{\displaystyle \vartheta =\lim _{V^{(0)}\to 0}{V-V^{(0)} \over {V^{(0)}}}}
де: V(0) — початковий об'єм, V — кінцеве значення об'єму.
Можна також довести, що в декартовій системі координат:
{\displaystyle \vartheta =\varepsilon _{x}+\varepsilon _{y}+\varepsilon _{z}}

### Тензорнийзапис деформації
Використовуючи єдині позначення для обох типів деформації можна записати деформації у вигляді тензора деформації:
{\displaystyle \varepsilon _{ij}={1 \over 2}\left({\nabla _{i}u_{j}+\nabla _{j}u_{i}}\right)},
або у тензорному виді:
{\displaystyle \varepsilon ={1 \over 2}({\vec {\nabla }}{\vec {u}}+({\vec {\nabla }}{\vec {u}})^{T})}
З порівняння тензорного запису з традиційним для декартової системи координат можна отримати:
{\displaystyle \varepsilon _{ij}=\left[{\begin{matrix}{\varepsilon _{x}}&{{\gamma _{xy}} \over 2}&{{\gamma _{xz}} \over 2}\\{{\gamma _{xy}} \over 2}&{\varepsilon _{y}}&{{\gamma _{yz}} \over 2}\\{{\gamma _{xz}} \over 2}&{{\gamma _{yz}} \over 2}&{\varepsilon _{z}}\end{matrix}}\right]}
Об'ємна деформація : {\displaystyle \vartheta =\varepsilon _{ij}g^{ij}},
де: gij — контраваріантний метричний тензор.

### Типові види деформацій
Найпоширеніші види деформації, котрі розглядаються опором матеріалів — згин, зсув (зріз), кручення, розтяг-стиск.

## Природа деформацій
Залежно від поведінки тіла після зняття навантаження розрізняють деформації:
- пружну (або оборотну) , якщо тіло після усунення впливів, що спричинили деформацію, повністю відновлює свою початкову форму і розміри (внаслідок накопиченої потенціальної енергії);
- залишкову (або необоротну), коли після усунення прикладених сил або інших впливів тіло не відновлює свою початкову форму і розміри (робота зовнішніх сил переходить у теплоту). Залишкові деформації своєю чергою поділяються на пластичні, викликані зростанням напруження і в'язкі (повзучість), що відбуваються під навантаженням з перебігом часу.

Деформації виникають з причин різної фізичної природи. Пружні деформації однозначно пов'язані з напруженням. Прирощення пластичних деформацій також пов'язано зі зміною напруження, але неповоротно. Разом ці обидві деформації, які пов'язані зі зміною напруження, називаються "миттєвими". Температурні деформації пов'язані зі зміною температури тіла. Деформації повзучості є такими, зміна яких пов'язана з прирощенням часу. Деформації радіаційного розпухання пов'язані з отриманою матеріалом дозою радіації.
У кристалах пружна деформація проявляється в зміні відстаней між вузлами і перекосі кристалічної решітки без зміни порядку розташування атомів; і початкова конфігурація відновлюється при знятті навантаження (див. Пружність). Одним з механізмів пластичного деформування в кристалі є рух і розмноження дислокацій. При напруженні вищому за границю пружності рух дислокацій викликає безповоротну перебудову кристалічної структури, тобто деформація стає пластичною. У полікристалічному матеріалі, яким є метали, як правило, одна частина зерен деформується пружно, інша — пластично. При цьому в макромасштабі необоротна деформація може виявитися суттєво малою (і тіло вважається пружним), але її наявність проявляється в пружному гістерезисі (внаслідок розсіяння енергії, що витрачається на пластичне деформування множини зерен). Для виникнення руху і розмноження дислокацій вимагається певний час. З цим пов'язана динамічна чутливість матеріалу до появи залишкових деформацій. Якщо напруження, що перевищує границю пружності, діє короткочасно, то рух і розмноження дислокацій не встигає розвинутися то пластична деформація не виникає. Деформація повзучості пов'язана з рухом дислокацій, дифузією втілених атомів, перебудовою міжзеренних зв'язків і проявляється з плином часу.
У полімерах деформація визначається зміною конфігурації довгих полімерних ланцюгів та поперечних зв'язків між ними. Наявність далеких взаємодій обумовлює протяжність у часі розвитку деформацій. Для полімерів типовою є в'язкопружна деформація.

## Крива залежності деформації від напруження

Типова крива залежності деформації розтягу від напруження

Праворуч показано типовий графік залежності напруження, яке виникає в тілі при деформації, від величини відносного видовження.
При малих деформаціях напруження зростає лінійно із видовженням. Цю область кривої називають областю пружних деформацій. Якщо зняти прикладену силу, то тіло повертає свої розміри й форму. При зростанні деформації реакція тіла втрачає лінійність, а ще при більшій деформації починається область пластичності. При такій деформації тіло вже не повертає собі попередні розміри й форму. В цій області проявляється явище повзучості — зміни розмірів тіла з часом при незмінній силі розтягу. В цій області тіло сильно розтягається при незначному збільшенні прикладеної сили. При певній деформації наступає руйнування.
В залежності від величини області пластичної деформації матеріали поділяються на пластичні й крихкі. У крихких матеріалів область пластичної деформації дуже вузька. Крихкість речовин сильно залежить від температури. При низьких температурах тіла схильні руйнуватися при менших навантаженнях. Особливо це стосується полімерних матеріалів, які при високих температурах надзвичайно пластичні, а на морозі легко ламаються.
Іншими характеристиками реакції матеріалів на деформацію є міцність і твердість.

### Закон Гука
Лінійну залежність між силами та малими деформаціями у пружному середовищі описує закон Гука — основний закон теорії пружності. Закон Гука стверджує, що при малих деформаціях напруження прямо пропорційне прикладеній до тіла сили.